# Радіотехніка
Радіоте́хніка — галузь науки і технології, що стосується застосування радіохвиль для передавання інформації та енергії, а також відповідна галузь техніки.
Основними напрямками радіотехніки є:
- генерування, модуляція, підсилення та перетворення електричних коливань;
- антенна техніка;
- поширення радіохвиль;
- відтворення переданих сигналів (демодуляція, детектування та ін.).

## Радіотехніка включає наступні розділи
- Радіопередавальні пристрої
- Радіоприймальні пристрої
- Радіолокація
- Радіонавігація
- Телебачення
- Мультимедійні та системи зв'язку
- Системи радіокерування
- Системи радіоелектронної боротьби

## Застосування
Радіотехніка знайшла застосування в різних галузях науки, таких як фізика, астрономія, медицина, хімія. Радіотехнічні методи застосовуються в системах передачі даних, радіозв'язку, радіомовлення, телебачення, радіолокації, радіонавігації, радіокеруванні, системах автоматики і обчислювальної техніки.

## Історія
Освоєнню ультракороткохвильової апаратури сприяла поява нових областей радіотехніки: дальнього
радіорелейного зв'язку та радіолокації. Теоретичною базою для проектування радіорелейної приймальної і передавальної апаратури слугували наукові досягнення в області багатоканального телефонного ущільнення ліній проводового зв'язку, оскільки техніка ущільнених передач по проводах досягла до цього часу широкого розвитку.
Радіолокація (в тому числі і локаційний прийом) стала можливою з розвитком техніки надвисоких частот. Проте цього було недостатньо. Потрібна була глибока розробка ще однієї галузі науки, яка отримала назву «імпульсна техніка» і яка базується на вивченні перехідних процесів в колах радіоапаратури. Інтереси радіолокації зажадали розширення знань в області антен надвисоких частот.
У повоєнний час радіотехніка починає розвиватися прискореними темпами. Узагальнення наукових і практичних досягнень привело до того, що ці досягнення вже не охоплювалися старим поняттям «радіотехніка» — довелося говорити про надзвичайно обширну галузь науки — радіоелектроніку, в яку з кожним роком входили і входять нові галузі знань і застосувань. Окремі галузі радіоелектроніки, такі як радіозв'язок, радіомовлення, радіолокація, телебачення, радіонавігація, телеуправління, радіоастрономія та ін. пред'являють свої специфічні вимоги до
радіоприймальних пристроїв. У кожній з цих областей використовується не один, а кілька діапазонів радіохвиль, що вносить ще більшу різноманітність на шляху вдосконалення техніки радіо.
Повоєнний розвиток радіоелектроніки дозволив поставити і вирішити задачу радіоприйому без пошуку
кореспондента і без підстроювання на його частоту. Науковими передумовами для цього стали досягнення у справі стабілізації частоти автогенераторів та автоматичного регулювання. Висока стабільність частоти забезпечується коливаннями кварцових еталонів. Принцип автоматичного підстроювання діапазону генератора по гармоніках еталонної частоти дозволяє отримати широку сітку стабільних частот при наявності одного кварцового еталона. Проблема стабілізації частоти виявилася однією з тих проблем, які стимулювали розробку теорії автоматичного регулювання, що знайшла в даний час застосування в різноманітних галузях механіки, енергетики і радіоелектроніки.
Стабільна радіолінія дозволяє порівняно простими способами здійснити синхронний радіотелеграфний,
радіотелефонний прийом, на одній бічній смузі частот. В останньому випадку передавач випромінює тільки корисну потужність сигналу. Крім того, значно зменшується смуга пропускання як на передавальній, так і на приймальній стороні, за рахунок чого еквівалентна потужність передавача збільшується в 16 разів.
Проблема ефективності та надійності передачі повідомлень полягають у тому, щоб передати найбільшу кількість інформації найбільш економічним способом, тобто витрачаючи найменшу потужність, найменший час і займаючи найменшу смугу частот. Проблема надійності — в забезпеченні достовірності прийнятого повідомлення при наявності перешкод різного походження. Ці обидві вимоги суперечливі. Завдання теорії передачі повідомлень складалося і полягає в подоланні цих протиріч, тобто у вишукуванні шляхів розробки економічних і надійних способів передачі (прийому) повідомлень і побудови апаратури зв'язку.
Початок загальної теорії зв'язку було покладено в роботах Купфмюллера (Німеччина), Котельникова (СРСР) і розвинені Шенноном (США). Математичною основою цих досліджень служить теорія ймовірностей.